# José Brachi
José Brachi (26 dicembre 1892 – 22 agosto 1967) è stato un calciatore uruguaiano, di ruolo attaccante.

## Carriera

### Club
Giocò sempre nel campionato uruguaiano. Alcuni dicono sià stato il più giovane marcatore della storia segnando a 13 anni, anche se potrebbe essere una leggenda metropolitana.

### Nazionale
Con la propria Nazionale si laureò campione continentale nel 1916, trionfando nella prima edizione del Campeonato Sudamericano.

## Palmarès

### Nazionale
- Campeonato Sudamericano de Football: 1

Argentina 1916